# Old Basing

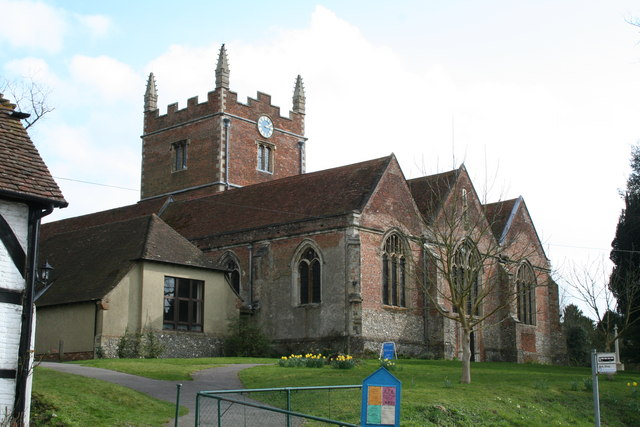
L'église paroissiale.

Old Basing est un village du Hampshire, en Angleterre. Anciennement appelé Basing, il est situé à quelques kilomètres à l'est de la ville de Basingstoke. Administrativement, il relève de la paroisse civile de Old Basing and Lychpit et du district de Basingstoke and Deane.

## Histoire
En 871, le roi Æthelred de Wessex est vaincu par les Vikings du Danelaw à Basing.